# Stranger from Venus
Stranger From Venus este un film SF britanico-american din 1954 regizat de Burt Balaban. În rolurile principale joacă actorii Patricia Neal, Helmut Dantine, Derek Bond.

## Prezentare
O navă ciudată este observată zburând deasupra Marii Britanii. În ciuda isteriei, armata este convinsă că există o explicație simplă. În aceeași noapte Susan North (Patricia Neal) merge cu mașina pe un drum de țară în momentul în care aude la radio informații despre obiectul necunoscut. Radioul se oprește și o lumină strălucitoare o orbește, făcând-o să piardă controlul mașinii. Apoi o siluetă se apropie de mașină pentru a verifica în ce stare se află Susan.

## Actori
- Patricia Neal este Susan North
- Helmut Dantine este The Stranger
- Derek Bond este Arthur Walker
- Cyril Luckham este Dr. Meinard
- Willoughby Gray este Tom Harding
- Marigold Russell este Gretchen Harding
- Arthur Young este Scientist
- Kenneth Edwards este Charles Dixon
- David Garth este First Police Officer
- Stanley Van Beers este General
- Nigel Green este Second Police Officer
- Graham Stuart este Police Chief Richards